# البیان (نبراسکا)
البیان(به انگلیسی: Albion) شهری در ایالت نبراسکا کشور ایالات متحده آمریکا است که جمعیت آن در سرشماری سال ۲۰۱۰ میلادی، ۱٬۶۵۰ نفر بوده‌است.